# Cleome violacea
Cleome violacea é uma espécie de plantas com flor pertencente à família Cleomaceae. É originária do Sul da Europa e Norte de África.
A espécie foi descrita por Lineu e publicada em Species Plantarum 2: 672. 1753., no ano de 1753.

## Descrição
É uma planta herbácea, terófila, que possui as folhas palmadas (folíolos dispostos como os dedos de uma mano) e o pistilo encontra-se num grande entre-nó, que se encontra logo acima dos estames. A floração dá-se de Abril a Agosto.

## Distribuição
Esta espécie encontra-se distribuída por quase todo o Sul e Oeste da Península Ibérica (com uma citação na Província de Barcelona), Portugal e Marrocos, podendo ser encontrada em matagais e em terrenos incultos.

## Sinonímia
- Cleome deflexa Ruiz & Pav. ex DC.
- Diorimasperma violacea (L.) Raf.[5]